# 신각휴
신각휴(1896년 11월 13일~1976년 8월 10일)는 대한민국의 정치인이다. 제2·3·5대 국회의원을 지냈다.

## 역대 선거 결과
|  | 18.72% |

|  | 39.13% |

|  | 38.42% |

|  | 37.00% |

|  | 27.47% |